# 1961年バレーボール男子南米選手権
1961年バレーボール男子南米選手権（1961 Men's South American Volleyball Championship）は、1961年にペルーのリマで開催された、南米バレーボール連盟主催の第4回バレーボール南米選手権男子大会。
出場国は5カ国。ブラジルが4大会連続4回目の優勝を飾った。

## 最終結果
| 順位 | 国           |
| ---- | ------------ |
| 1    | ブラジル     |
| 2    | チリ         |
| 3    | アルゼンチン |
| 4    | ペルー       |
| 5    | コロンビア   |